# Megasema nivescens
Megasema nivescens är en fjärilsart som beskrevs av Hans Rebel 1907. Megasema nivescens ingår i släktet Megasema och familjen nattflyn. Inga underarter finns listade i Catalogue of Life.